# 孔原
孔原（1906年9月6日—1990年9月21日），原名陈开元，后改为陈铁铮，化名田夫、石心，男，江西省萍乡市安源张家湾村人，中华人民共和国政治人物。曾任中共中央驻北方局代表、中共中央调查部部长等职。

## 生平

### 早年岁月
孔原于1906年生于江西萍乡安源镇九里坪，父亲陈包春（陈宝华）少时种田，做过车夫苦力，后以剃头为生。母亲龚氏在孔原出生后不久去世，孔原由姑母抚养到6岁。9岁时，孔原进入私塾读书，因家境贫寒，13岁时被迫中断学业，先后在安源南货铺和何万元药号当学徒。16岁时，孔原到萍乡县公署户粮科当学徒，后因反抗压迫被开除。孔原的姑父是安源煤矿的工人，表哥童水生是安源工人运动的骨干，孔原经常跟表哥一起到安源工人俱乐部玩耍，结识了共青团湖南省委派到安源开展革命工作的钟俊杰和刘义等人。

### 国民革命
1924年秋，钟俊杰和刘义以共青团组织的名义派孔原进入萍乡中学开展学生工作。因孔原没有上过高等小学堂，须冒用他人的毕业文凭获得入学资格，遂改名为陳鐵錚（笔画繁复，方便盖住原文凭上的名字）。进入萍乡中学后，孔原创建了萍乡共青团的外围组织“互助社”，任总干事。1924年12月，孔原由钟俊杰和贺近仁介绍加入共青团。1925年春，在萍乡城郊宝积寺入党。1926年8月，孔原和国民党萍乡县党部常委萧宝璜等人带领群众张贴标语、散发传单，欢迎北伐军。北伐军进驻萍乡后，孔原被选为县总工会纠察部长，并担任国民党县党部常委兼监察部长。萍乡县成立审判土豪劣绅的“特别法庭”，孔原任庭长。1927年2月19日，孔原赴南昌参加由方志敏主持召开的江西省第一次农民代表大会，农代会后，孔原留在南昌任江西省总工会组织部部长。

### 土地革命时期

#### 南昌起义与赴苏留学
1927年8月1日，南昌起义爆发，孔原任革命委员会农工委员会劳工科秘书，随起义军南下前往广东，后代理宣传科科长，部队到达汕头后在政治保卫处工作。10月，南昌起义军在普宁县流沙镇作战失败，孔原失散被俘，当日和廖凯声等人逃脱，投奔海陆丰中共东江特委书记彭湃领导的农民武装部队，后经汕尾前往上海。11月，孔原乘船经香港到达上海，任上海沪西区工会组织委员、上海总工会秘书。1929年3月，中共中央派孔原、刘英、夏之栩、钱瑛四人赴莫斯科学习。孔原先在莫斯科中国共产主义劳动大学学习，后来又被送去学军事。1930年5月，周恩来抵达莫斯科，号召在苏联学习的学生回国参加革命，孔原主动报名。1930年10月，孔原回国抵达上海，被派前往湘鄂西工作，中途受阻，留在武汉从事兵运工作。年底返回上海，在中共中央组织部任干事、秘书，负责联系上海和中共江苏省委。1931年9月，调任江苏省委组织部部长（省委书记王云程、宣传部长杨尚昆），化名陈子坚。淞沪抗战爆发后，孔原参与组织了支援十九路军的活动。

#### 中共中央驻北方局代表
1932年底，孔原任中共中央组织局组织部部长，1933年3月，化名田夫，由上海前往北平任中共中央驻北方代表，负责恢复和主持中共中央北方局的工作。7月下旬，因中共河北省委遭到破坏，被迫转移至天津，期间和上海中央局和下级单位失去联系。10月恢复和中央的联系，更名为石心。1934年1月，中共六届五中全会在瑞金召开，孔原被补选为中央候补委员。在此期间，孔原与张越霞结婚，并育有一子陈模，1934年11月，张越霞返回上海后被捕。

#### 批判“铁夫路线”
由于华北共产党组织屡遭破坏，1933年底到1934年初，中共河北省委宣传部部长李铁夫多次上书河北省委要求改变斗争策略，停止盲目发动武装暴动、一味要求采取行动的左倾路线。孔原严厉批评了李铁夫，认为李铁夫的意见是“露骨的仇视党的言论”，指责其为“右倾机会主义”，发动了持续一年多的残酷批判“铁夫路线”运动，打击了河北省委书记孟用潜，北平市委书记顾卓新等人。1936年，刘少奇到北方局主持工作后，肯定了李铁夫的意见，任命他为中共河北省委委员兼天津市委书记。1937年5月，在延安举行的白区工作会议上，李铁夫被平反。毛泽东称赞：“有两种人，一种是夸夸其谈，这是主观主义的胡说。另一种是实事求是，不尚空谈，顾及时间、地点与条件，这是唯物的辩证的革命观。刘少奇、李铁夫还有许多同志是后者的代表”。

#### 陕北肃反
1935年5月，孔原派中共河北省委组织部部长、代理书记朱理治前往陕北指导工作，行前，孔原写了3.5万字的指示信，并和柯庆施一同写了7000字的军事指令。指示信说：必须无情地反对右倾取消主义，反对暗藏的右倾分子。朱理治于10月在陕北根据地开展“肃反”工作，将刘志丹、高岗、杨森、习仲勋等人逮捕，并杀死、活埋200余人。红二十六军连以上的干部、地方县以上的干部，先后都被扣上“右派反革命”的帽子。1935年10月19日，毛泽东率中央红军长征到达吴起镇后，了解到陕北正在进行的“肃反”及其造成的严重危机，明确表示“肃反”搞错了。许多当事人回忆，如果不是中央红军及时赶到，他们都将被杀害，因为“活埋我们的大坑都已经挖好了”。

#### 再次赴苏
1935年5月，孔原奉命前往上海，临行前指示将中共中央北方局和中共河北省委采用“一套人马，两块牌子”的方式工作。在上海临时中央局短期负责后，作为中共白区党组织的代表，于1935年7月出席了在莫斯科召开的共产国际第七次代表大会和国际赤色济难会扩大会议，被选为国际互济会主席团委员，后与陈云、陈潭秋、曾山、滕代远等人一同进入列宁学院高级班学习。在苏联期间，因与王明发生分歧而被审查，1937年做出结论，被给予严重警告、开除学籍的处分。后经王稼祥帮助，才得以离开苏联回国。

### 抗战时期
抗日战争爆发后，主动请求回国参战。1938年8月，到西路军余部组成的新疆督办公署新兵营任政治主任教员。1939年4月奉召前往延安，任中共中央社会部第二部（情报部）部长、中共西北工作委员会委员、中共中央职工运动委员会委员。1939年9月与许明在延安毛泽东的院子内举办婚礼。因胶卷缺乏，两人和同日成婚的邓小平、卓琳合影拍摄结婚照片。1940年5月孔原随同周恩来到重庆，任南方局领导下的西南工作委员会书记，管辖川东特委、川康特委、云南省工委、贵州省临时工委、湘鄂西区党委，在巴县木图镇建立秘密机关。不久，孔原身份暴露，1940年11月调回八路军重庆办事处，接替博古担任南方局委员、组织部长。1941年1月皖南事变后，南方党组织转入隐蔽。1943年6月28日至7月16日，周恩来和林彪、邓颖超、孔原等100多人乘卡车离开重庆回到延安参加整风运动。孔原在中央党校参加整风学习，被指为叛徒、特务、“红旗党”头子，后被周恩来、叶剑英保下。期间，孔原曾向毛泽东报告康生在莫斯科时宣传王明的情况，说康生在招待会上带头喊：“王明同志万岁！”1943年9月，中央召开政治局扩大会议讨论党的路线问题，孔原是19名列席成员之一。1944年5月21日，中共六届七次扩大会议在延安召开，孔原作为六届五中全会的候补中央委员出席。1945年4月23日至6月11日中共第七次代表大会在延安举行，孔原作为大后方代表团的副主任随同代表团主任叶剑英出席。

### 解放战争时期
抗日战争胜利后，1945年9月中旬，孔原和陈郁、钟子云、徐明德等一行人带着一部电台离开延安，经张家口、热河，于10月中旬到达沈阳。孔原被留在东北局社会部工作。不久被任命为沈阳市委书记仍兼管东北局社会部工作。邹大鹏、汪金祥先后到东北局社会部后，孔原不再兼管。11月底，沈阳市委一分为二：沈南市委、沈北市委。孔原和张化东负责沈北市委。1945年12月上旬成立辽西一地委、军分区和专署，铁岭中心县委并入辽西一地委，孔原兼任地委书记，辖财落堡、法库、铁岭、康平、昌图、开原等地。1946年4月，孔原调任吉辽省委宣传部长。1946年5月孔原改任吉辽省委民运部长，由石磊接任宣传部长。1946年7月11日，东北局把吉辽省委和吉辽军区改为吉林省委和吉林军区；吉东军区改为吉东军分区，金光侠为司令员、孔原为政委。1946年12月16日，孔原被选为吉林省委委员、吉林省委民运部长。1947年2月，在龙井县第二次建立延边地委、专署和军分区，孔原为延边地委书记。1947年9月25日，吉林省委决定撤销延边、吉敦两地委，另组吉东地委，孔原任地委书记。1948年4月16日，恢复延边地委，孔原为地委书记兼宣传部长。1948年5月17日，孔原调任吉林市委书记、吉林市警备司令部政委。1949年1月任抚顺市军管会主任、抚顺市委书记、抚顺市卫戍司令部政委。

### 建国后
1949年7月调北京，负责海关总署筹备处。1949年10月5日任中央人民政府政务院财经委员会委员、中央人民政府海关总署第一任署长。1953年1月9日，海关总署并入中央人民政府对外贸易部，1954年11月1日孔原调任对外贸易部副部长主管海关工作。并先后分管过与苏联、朝鲜、越南、蒙古和东欧诸国的贸易。1957年9月任中共中央调查部常务副部长，并任中央对台工作领导小组成员。1958年3月7日任国务院外办副主任（陈毅兼任主任）。1962年11月起任中共中央调查部部长。
1966年“文化大革命”爆发，孔原之子孔丹、孔栋参加组建保守派红卫兵组织“西纠”并担任头目，时任国务院副秘书长的妻子许明也过问、指导了“西纠”的一些行动。12月18日，孔原和妻子许明一同被江青在“全国在京造反派批判反动路线大会”上点名批评为“西纠”的“黑后台”，之后孔原被隔离审查，罪名是：“叛徒、特务头子、里通外国”。1966年12月21日，许明服用安眠药自杀，23日身亡，孔丹当日也被抓捕。
1973年10月1日，孔原被释放，1975年11月至1980年任总参谋部二部党委书记、政治委员。1979年2月起任第五届全国人大常委副秘书长。曾被负责审判“林彪、江青反革命集团案”的彭真指派前往说服黄永胜交代问题，配合审查。1982年入选中共中央顾问委员会委员。1983年5月起按正大军区职待遇。1988年7月被授予一级红星功勋荣誉章。1990年9月21日在北京逝世。
孔原是中共六届（五中全会增选）、八届（八大二次会议增选）中央候补委员，十一届中央委员。

## 家庭
在江西家中有妻子，前往苏联学习后，妻子改嫁。
第二任妻子张越霞（后为博古之妻），生长子陈模，陈模1978年因心肌梗塞去世。
第三任妻子许明，曾任国务院副秘书长，1966年服安眠药自杀。生次子孔丹，曾任中信集团董事长；三子孔栋，曾任中国航空集团公司总经理、党组副书记，国航董事长。
第四任妻子张虹，曾任新华社国际部编辑，1976年与孔原结婚。

## 荣誉
- 阿拉伯聯合共和國
  -  大绶级共和国勋章（1963年12月14日于开罗）[16]